# Volvo FMX
Volvo FMX est une gamme de véhicules spécialisés sur le travail de chantier du constructeur suédois Volvo produite depuis 2010,.
Lancé pour succéder aux versions BTP des Volvo FM.

## Première génération (2010-2013)
En 2010, Volvo Trucks lance le FMX. Il s'agit de la version approche chantier du FM.

## Deuxième génération (2013-)

### Phase 1 (2013-2020)
Le Volvo FMX a été renouvelé en 2013,. Il peut recevoir en option la boîte automatique Volvo I-Shift.

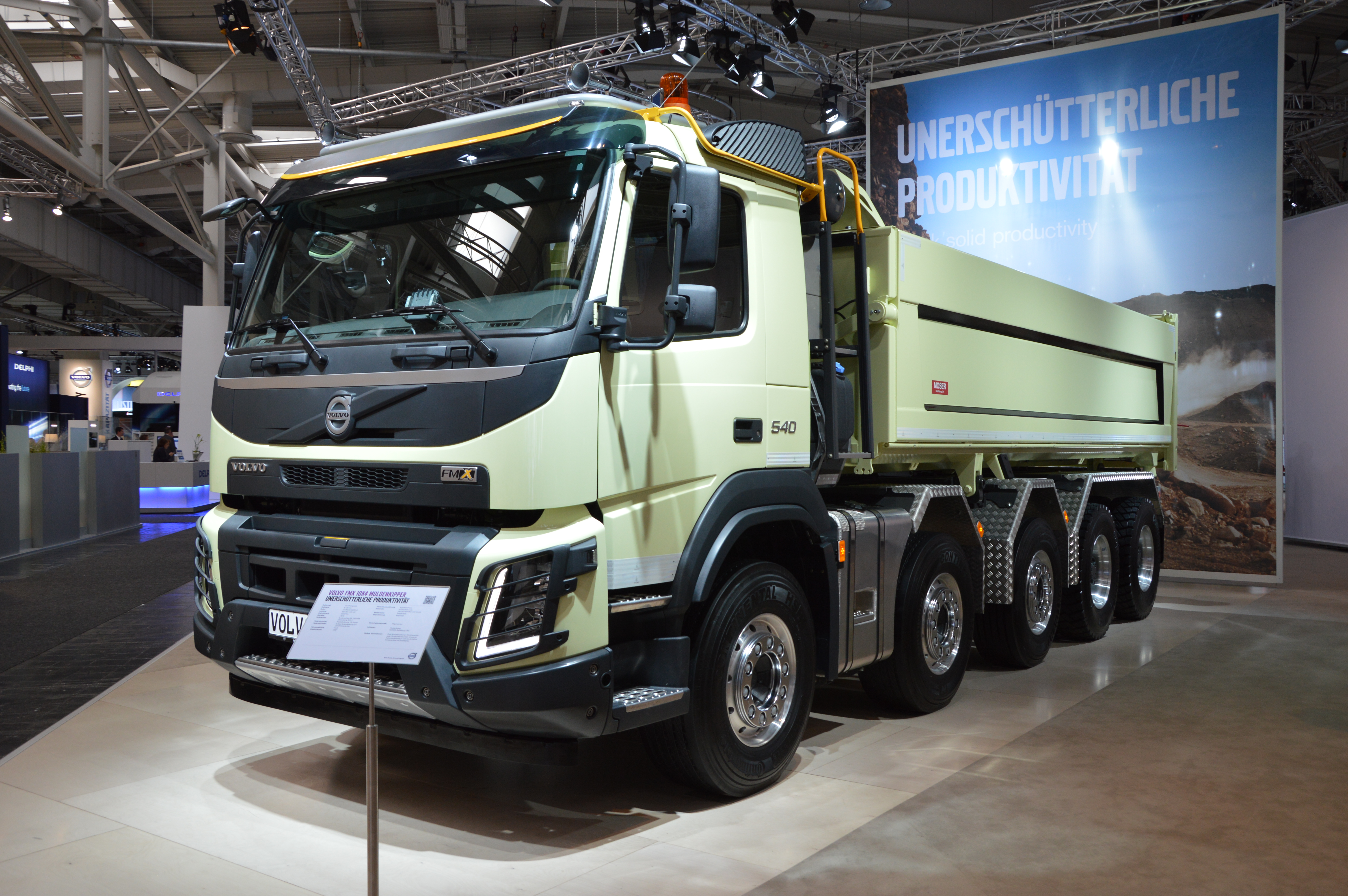
Volvo FMX II

### Phase 2 (2020-)
Début 2020, Volvo dévoile le FM en version restylé. Les feux avant adoptent désormais la technologie full LED.
L'intérieur a fait l'objet d'un remaniement : compteur numérique et nouvel écran multimédia.
Il reprend l'ensemble de motorisations de la phase 1. Toutes répondent à la norme euro 6.